# Borowina (Białoruś)
Borowina – dawny folwark. Tereny na których był położony, leżą obecnie na Białorusi, w obwodzie witebskim, w rejonie dokszyckim, w sielsowiecie Królewszczyzna.
Nazwa dawniej używana to Borowno.

## Historia
W czasach zaborów w granicach Imperium Rosyjskiego.
W dwudziestoleciu międzywojennym zaścianek, a następnie folwark leżał w Polsce, w województwie wileńskim, w powiecie dziśnieńskim, do 11 kwietnia 1929 w gminie Dokszyce, następnie w gminie Hołubicze.
Według Powszechnego Spisu Ludności z 1921 roku zamieszkiwało tu 3 osoby, wszystkie były wyznania rzymskokatolickiego i zadeklarowały polską przynależność narodową. Był tu 1 budynek mieszkalny. W 1931 w 1 domu zamieszkiwały 3 osoby.
Miejscowość należała do parafii rzymskokatolickiej w Dokszycach i prawosławnej w Hołubiczach. Podlegała pod Sąd Grodzki w Głębokiem i Okręgowy w Wilnie; właściwy urząd pocztowy mieścił się w Tumiłowiczach.